# Hans Bühler
Hans Ulrich Eduard Bühler (Winterthur, 12 de abril de 1893-Berg am Irchel, 1 de junio de 1967) fue un jinete suizo que compitió en las modalidades de salto ecuestre y concurso completo.
Participó en los Juegos Olímpicos de París 1924, obteniendo una medalla de plata en la prueba de salto ecuestre por equipos. Ganó una medalla de plata en el Campeonato Europeo de Concurso Completo de 1955.

## Palmarés internacional
| Juegos Olímpicos | Juegos Olímpicos | Juegos Olímpicos | Juegos Olímpicos |
| Año              | Lugar            | Medalla          | Categoría        |
| ---------------- | ---------------- | ---------------- | ---------------- |
| 1924             | París (Francia)  | Medalla de plata | Por equipos      |

| Campeonato Europeo | Campeonato Europeo    | Campeonato Europeo | Campeonato Europeo |
| Año                | Lugar                 | Medalla            | Categoría          |
| ------------------ | --------------------- | ------------------ | ------------------ |
| 1955               | Windsor (Reino Unido) | Medalla de plata   | Por equipos        |